# クセノター
クセノターまたはクセノタール（Xenotar ）はギュンター・クレムト（Günther Klemt ）が設計したレンズ。F2.8からF3.5に留めると周辺までシャープなレンズができる。
前群ガウス型後群トポゴン型で、この形式の元祖はカール・ツァイスのビオメターだが、現在「クセノター型」と呼ぶことが多い。

## エクサクタ66シリーズ用
- クセノター80mmF2.8

## グラフレックスXLシリーズ用
- クセノター80mmF2.8 - ローライ二眼レフカメラ用と同じ設計。

## ローライ二眼レフカメラ用
- クセノター75mmF3.5がローライフレックス3.5Dから3.5Fに、クセノター80mmF2.8がローライフレックス2.8Dから2.8Fに固定装着された。

## ローライ6000シリーズ用
ローライ#6000シリーズ用レンズを参照のこと。

## 大判用
- クセノター80mmF2.8 - アタッチメントはφ49mmねじ込み。イメージサークルφ91mm（F16）。シャッター#1。
- クセノター100mmF2.8 - アタッチメントはφ58mmねじ込み。イメージサークルφ117mm（F16）。シャッター#1。
- クセノター100mmF4 - アタッチメントはφ49mmねじ込み。イメージサークルφ110mm（F16）。シャッター#0。
- クセノター135mmF3.5
- クセノター150mmF2.8 - アタッチメントはφ77mmねじ込み。イメージサークルφ160mm（F16）。シャッター#3。
- クセノター210mmF2.8